# 樫本孝
樫本 孝（かしもと たかし、1946年（昭和21年）12月15日 - ）は、日本の政治家。実業家。大阪経済大学理事。阿波バラス社長。
大阪経済大学経済学部卒業。徳島文理大学大学院総合政策学研究科修了。徳島県吉野川市出身。

## 経歴
徳島県鴨島町（現：吉野川市）出身。大阪経済大学経済学部を卒業し、大学卒業後は阿波バラスへ入社。1992年（平成4年）に鴨島商工会議所（現：吉野川商工会議所）の会頭に就任。
1991年（平成3年）に徳島県議会議員選挙に出馬し初当選し、2019年（令和元年）まで通算5期務めた。その間、2009年（平成21年）から2010年（平成22年）まで徳島県議会副議長、2012年（平成24年）から2013年（平成25年）まで徳島県議会議長を務めた。
2014年（平成26年）に関西広域連合議会議員に選出。また徳島県議会議員の落選中には徳島文理大学大学院総合政策学研究科へ入学し、同大学院を修了した。
2019年（令和元年）10月27日の吉野川市長選に出馬し、原井敬に敗れ落選。またこれまでに徳島県議会選挙区等検討委員会委員長・大阪経済大学理事・徳島文理大学後援会副会長などを歴任。